# Nyugati meggyvágó
A nyugati meggyvágó (Hesperiphona abeillei) a madarak osztályának verébalakúak (Passeriformes) rendjébe és a pintyfélék (Fringillidae) családjába tartozó faj.

## Rendszerezése
A fajt René Primevère Lesson francia orvos és ornitológus írta le 1839-ben, a Guiraca nembe Guiraca abeillei néven. Sorolták a Coccothraustes nembe is Coccothraustes abeillei néven.

## Alfajai
- Hesperiphona abeillei pallida (Nelson, 1928) - Mexikó északnyugati része
- Hesperiphona abeillei saturata (Sutton & Burleigh, 1939) - Mexikó északkeleti része
- Hesperiphona abeillei abeillei (Lesson, 1839) - Mexikó középső része
- Hesperiphona abeillei cobanensis (Nelson, 1928) - Mexikó déli része és Guatemala, kóborlóként előfordulhat Salvador területén is. [2]

## Előfordulása
Mexikó, Guatemala és Salvador területén honos. Természetes élőhelyei a szubtrópusi vagy trópusi hegyi esőerdők, valamint szántóföldek, vidéki  kertek és városi régiók. Állandó, nem vonuló faj.

## Megjelenése
Testhossza 19 centiméter, testtömege 46-50 gramm.

## Természetvédelmi helyzete
Az elterjedési területe rendkívül nagy, egyedszáma ugyan csökken, de még nem éri el a kritikus szintet. A Természetvédelmi Világszövetség Vörös listáján nem fenyegetett fajként szerepel.